# Сотникова Ольга Дмитрівна
Ольга Дмитрівна Сотникова, до шлюбу Поршонок; нар. 1921, Краснодар, Росія) — радянська танкістка, офіцерка, учасниця Німецько-радянської війни. У роки війни пройшла шлях від шофера санітарної машини до заступниці командира роти важких танків по технічній частині ІС-122 112-го окремого гвардійського важкого танкового полку (67-ї окремої гвардійської танкової бригади). Гвардії молодший технік-лейтенант.

## Біографія
Народилася в 1921 році в Краснодарі. Росіянка.
До війни Оля Поршонок жила в Ленінграді, на Виборзькій стороні. Закінчила курси шоферів, технікум.
У РСЧА з 23 червня 1941 роки (покликана Фрунзенським РВК міста Ленінграда). На фронті з 26 червня в складі 3-ї Ленінградської дивізії народного ополчення. Потім стала водійкою автомобіля.
2 травня 1942 року була важко поранена під Ленінградом і перебувала на лікуванні в госпіталі до 17 листопада. В подальшому брала участь в Сталінградській битві, в боях за Курськ, Орел, звільняла Білорусію.
У період з 3 по 22 грудня 1942 року шофер санітарної бригади 85-ї окремої танкової бригади 2-ї гвардійської армії Сталінградського фронту червоноармієць О. Д. Поршонок працювала на передовій в районі сіл Похлебіно, Нижнє Яблучне і колгоспу «8-е березня» Сталінградської області. Вивезла з поля бою на своїй машині 85 поранених бійців і командирів, «виявивши чуйність і уважність до поранених.» Нагороджена орденом Червоної Зірки (23 грудня 1942).
Продовжила службу в 231-му окремому танковому полку, сформованому 10 січня 1943 року на базі 85-ї танкової бригади. У липні 1943 року в ході Курської битви в боях біля села Підмаслово (нині Залегощенський район Орловської області) під вогнем противника надавала першу допомогу пораненим і вивозила їх у тил. Врятувала життя 37 солдатам і офіцерам. Нагороджена орденом Вітчизняної війни II ступеня (5 серпня 1943).
Закінчивши танкове училище, молодший технік-лейтенант пересіла на танк, ставши механіком-водієм танка. Кілька разів горіла в своїй бойовій машині. В одному з бойових епізодів танкістка Ольга Паршонок за завданням командування, ризикуючи життям, тричі переправляла розвідників через лінію фронту.
У боях на підступах до Гомеля (Білорусь) 231-й танковий полк одним з перших в танкових військах застосував нічну танкову атаку з запаленими фарами. Разом з командиром роти І. Власенко Ольга Паршонок першою увірвалася в Гомель і трималася протягом півтори години до підходу основних сил полку.
З 14 квітня 1945 року — заступниця командира роти важких танків ІС-122 112-го окремого гвардійського важкого танкового полку 67-ї окремої гвардійської танкової бригади. Гвардії молодший технік-лейтенант О. Д. Поршонок брала участь у прориві німецької оборони на західному березі річки Одер (Німеччина). Попри сильний артилерійський і мінометний вогонь, ремонтувала підбиті танки прямо на полі бою, намагаючись домогтися участі максимального числа радянських бойових машин в бою.

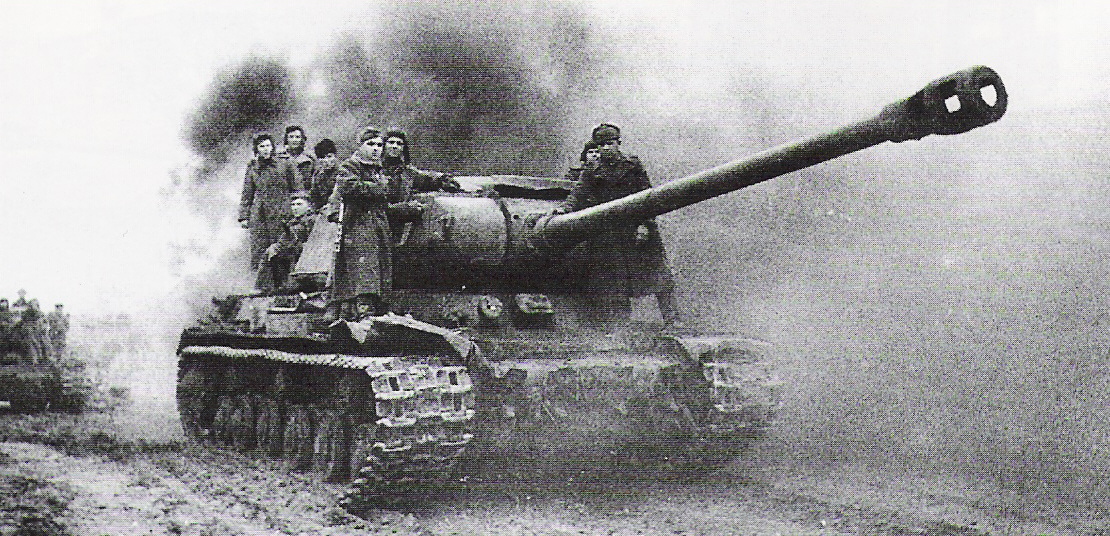
Важкий танк ІС-122 (ІС-2) на марші.

В районі Цехін (Бранденбург, Німеччина) особисто сіла в танк і повела його в атаку. У складі екіпажу знищила 5 солдатів з фаустпатронами, 8 кулеметних точок, дві польові гармати, три міномета і до 30 солдатів і офіцерів-противника. Під час атаки в районі Грунов вона помітила, як загорівся один з танків полку. Кинувшись до нього, щоб загасити палаючу машину, була контужена розірваним поруч снарядом противника. При цьому також був поранений один з танкістів. Перемагаючи біль, взяла пораненого на спину і винесла його з поля бою.
В ході штурму Берліна на її рахунку — два відновлених танки. За квітневі бої Берлінської операції нагороджена другим орденом Червоної Зірки (6 травня 1945).
Закінчивши війну в Берліні, розписалася на рейхстазі: «Я — ленінградка!»
Незабаром одружилася з сибіряком Василем Сотниковим, з яким познайомилася ще на війні. Переїхали на батьківщину чоловіка в Алтайський край. Народила трьох дочок, є онуки .
Живе в Барнаулі (Алтайський край), працювала в складальному цеху на механічному заводі, ударниця комуністичної праці, нагороджена орденами Леніна і Трудового Червоного Прапора. У 1970-ті роки на заводі було засновано премію її імені.
Авторка мемуарів «Шумели грозы». Особисті документи О. Д. Сотникової зберігаються в Алтайському крайовому краєзнавчому музеї.

## Нагороди та звання
Радянські державні нагороди:
- орден Леніна[2]
- орден Трудового Червоного Прапора
- два ордени Вітчизняної війни II ступеня (5 серпня 1943, 23 грудня 1985)
- два ордени Червоної Зірки (23 грудня 1942 6 травня 1945)
- медалі